# عزيزة بدر
عزيزة بدر (بالإنجليزية: Aziza Badr) ممثلة مصرية من مواليد 20 نوفمبر 1900 بالقاهرة، دخلت مجال الفن منذ بداية صناعة السينما الناطقة في مصر  مع فيلم انشودة الراديو  1936 للمخرج توليو كاريني وحتى وفاتها في 12 أغسطس 1971 عن عمر ناهز 71 عامًا.

## أهم أعمالها
فيلم «في بيتنا رجل» 1961 للمخرج هنري بركات.
فيلم «كذبة إبريل» 1954 للمخرج محمد عبد الجواد. قامت بدور زوجة كبير الرحيمية (محمد التابعي) وأم ابنه عبد الموجود (السيد بدير).
فيلم «دايما معاك» 1954 للمخرج هنري بركات. قامت بدور جارة عم الشابة تفيدة (فاتن حمامة) في القرية.
فيلم «المال والبنون» 1954 للمخرج إبراهيم عمارة. قامت بدور الداية حفيظة.
فيلم «فاعل خير» 1953 للمخرج حلمي رفلة. قامت بدور «أم سنية» جارة خيري مدبولي (محمد فوزي) التي يعطف عليها بعشرين جنيها كي تجهز به ابنتها لمنعها من الانتحار.
فيلم «إبن النيل» 1951 للمخرج يوسف شاهين. قامت بدور الداية التي تتولى الولادة المتعسرة لزبيدة (فاتن حمامة).
فيلم «أيام شبابي» 1950 للمخرج جمال مدكور.
فيلم «ليلة الدخلة» 1950 للمخرج مصطفى حسن. قامت بدور الخاطبة «أم شمر» التي تورط بلابيعو (إسماعيل يس) وزميله نايلون (حسن فايق) في الزواج من ابنتي المعلم خرطوشي (عبدالفتاح القصري) القبيحتين سوسو (رجوات منصور) وتوتو (بهيجة رشدي).
فيلم «بنت العمدة» 1949 للمخرج عباس كامل. قامت بدور أم عزيزة (هاجر حمدي).
فيلم «ابن الفلاح» 1948 للمخرج عبد الفتاح حسن. قامت بدور أم حسين (محمد الكحلاوي) الفلاح من قرية كفر البلاص الذي ينزح إلى القاهرة من أجل الشهرة والغناء، ولكنه يعود إلى الريف مستاء من الحياة المدنية.
فيلم «نرجس» 1948 للمخرج حسن عبد الوهاب. قامت بدور أم محمود حسين (محمد فوزي).
فيلم «صاحبة العمارة» 1948 للمخرج عبد الفتاح حسن. قامت بدور خالة الأسطى حسين النجار (محمد فوزي).  
فيلم «سلطانة الصحراء» 1947 للمخرج نيازي مصطفى. قامت بدور أم فريد (إسماعيل يس).
فيلم «البؤساء» 1943 للمخرج كمال سليم. قامت بدور المدرسة.
فيلم «ممنوع الحب» 1942 للمخرج محمد كريم. قامت بدور أم فكرية أبو المجد (رجاء عبده).

## وصلات خارجية
- عزيزة بدر على موقع الدهليز
- عزيزة بدر على موقع قاعدة بيانات الأفلام العربية
- عزيزة بدر على موقع دهليز
- عزيزة بدر على موقع IMDB
- عزيزة بدر على موقع كاروهات